# Liste von Halbmarathonläufen
Hier sind regelmäßig stattfindende Halbmarathonläufe nach Ländern / Kontinenten aufgelistet.

## Europa

### Deutschland, Schweiz, Österreich
Deutschland
| Name der Veranstaltung                                              | Ort                                                       | Land                           | Monat      | seit | Finisher     | Männer | Frauen | auch Marathon | Bemerkung                                                            |
| ------------------------------------------------------------------- | --------------------------------------------------------- | ------------------------------ | ---------- | ---- | ------------ | ------ | ------ | ------------- | -------------------------------------------------------------------- |
| Berliner Halbmarathon                                               | Berlin                                                    | Deutschland                    | April      | 1984 | 24.993       | 58:42  | 65:45  |               | größte u. schnellste Veranstaltung in Deutschland (Stand: März 2020) |
| Köln-Marathon                                                       | Köln                                                      | Deutschland                    | Oktober    | 2006 | 15.415       | 63:00  | 68:51  | ja            | Marathon seit 1997                                                   |
| Hamburg-Halbmarathon                                                | Hamburg                                                   | Deutschland                    | Juni       | 1995 | 8.955        | 60:52  | 70:13  |               |                                                                      |
| Hannover-Marathon                                                   | Hannover                                                  | Deutschland                    | April      | 1997 | 8.502        | 61:49  | 70:54  | ja            | Marathon seit 1991                                                   |
| München-Halbmarathon                                                | München                                                   | Deutschland                    | Oktober    | 2010 | 6.868 (2019) | 64:42  | 73:02  | ja            | Marathon seit 1983; seit dem Jahr 2000 im Oktober                    |
| GutsMuths-Rennsteiglauf                                             | Oberhof → Schmiedefeld                                    | Deutschland                    | Mai        | 1992 | 6.680        | 66:41  | 76:21  | ja            | auch Supermarathon (73,5 km)                                         |
| Freiburg-Marathon                                                   | Freiburg im Breisgau                                      | Deutschland                    | März/April | 2004 | 8.522        | 61:44  | 70:46  | ja            |                                                                      |
| Frankfurter Halbmarathon                                            | Frankfurt am Main                                         | Deutschland                    | März       | 2003 | 7.503 (2024) | 65:14  | 73:41  |               |                                                                      |
| Bonn-Marathon                                                       | Bonn                                                      | Deutschland                    | April      | 2005 | 6.210        | 63:06  | 71:56  | ja            | Marathon seit 2001                                                   |
| Mainzer Gutenberg-Marathon                                          | Mainz                                                     | Deutschland                    | Mai        | 2000 | 6.016        | 66:03  | 73:13  | ja            | auch 2/3-Marathon                                                    |
| Stuttgart-Lauf                                                      | Stuttgart                                                 | Deutschland                    | Juni       | 1994 | 5.200        | 65:46  | 75:24  |               |                                                                      |
| Ulmer Einstein-Marathon                                             | Ulm                                                       | Deutschland                    | September  | 2005 | 4.641        | 65:03  | 71:20  | ja            |                                                                      |
| Baden-Marathon                                                      | Karlsruhe                                                 | Deutschland                    | September  | 1991 | 4.210        | 62:46  | 72:38  | ja            | Marathon seit 1983                                                   |
| Trollinger-Marathon                                                 | Heilbronn                                                 | Deutschland                    | Mai        | 2001 | 3.793        | 64:10  | 75:07  | ja            |                                                                      |
| Schuster Tegernseelauf                                              | Gmund                                                     | Deutschland                    | September  |      | 3.781        |        |        |               |                                                                      |
| Bremen-Marathon                                                     | Bremen                                                    | Deutschland                    | Oktober    | 2006 | 3.376        | 67:13  | 78:19  | ja            | Marathon mit Unterbrechung seit 1983                                 |
| Heidelberger Halbmarathon                                           | Heidelberg                                                | Deutschland                    | April      | 1982 | 3.162        | 72:47  | 82:29  |               |                                                                      |
| Weltkulturerbelauf                                                  | Bamberg                                                   | Deutschland                    | Mai        | 2003 | 3.035        | 70:25  | 80:36  | nein          | alle zwei Jahre                                                      |
| Mannheim-Marathon                                                   | Mannheim                                                  | Deutschland                    | Mai        | 2009 | 2.959        | 63:17  | 75:06  | ja            | Marathon seit 2004                                                   |
| Nikolauslauf Tübingen                                               | Tübingen                                                  | Deutschland                    | Dezember   | 1976 | 3.136        | 67:15  | 77:25  |               |                                                                      |
| Dresden-Marathon                                                    | Dresden                                                   | Deutschland                    | Oktober    | 1999 | 2.786        | 62:31  | 72:47  | ja            |                                                                      |
| Leipzig-Marathon                                                    | Leipzig                                                   | Deutschland                    | April      | 1993 | 2.450        | 66:40  | 77:15  | ja            | Marathon seit 1977                                                   |
| Rhein-Ruhr-Marathon                                                 | Duisburg                                                  | Deutschland                    | Juni       | 2002 | 2.414 (2019) | 65:06  | 78:03  | ja            | Marathon seit 1981                                                   |
| Stadtlauf Berlin – Die Generalprobe                                 | Berlin                                                    | Deutschland                    | August     | 1977 | 2.294        |        |        |               | bis 2008 Berliner Straßenlauf; fünf Wochen vor dem Berlin-Marathon   |
| Regensburg-Marathon                                                 | Regensburg                                                | Deutschland                    | Mai        | 1998 | 2.228        | 62:39  | 73:25  | ja            | Marathon seit 1982                                                   |
| Oberelbe-Marathon                                                   | Königstein → Dresden                                      | Deutschland                    | April      | 1999 | 2.291        | 67:46  | 79:07  | ja            | Marathon seit 1998                                                   |
| Rhein City Run                                                      | Düsseldorf → Duisburg                                     | Deutschland                    | Oktober    | 2016 | 2.184        |        |        |               | von Düsseldorf nach Duisburg                                         |
| Halbmarathon Ingolstadt                                             | Ingolstadt                                                | Deutschland                    | April      | 2001 | 2.121 (2019) |        |        |               |                                                                      |
| Dreiländer-Lauf in Basel                                            | Kleinbasler Rheinufer, Saint-Louis (F), Weil am Rhein (D) | Deutschland Schweiz Frankreich |            |      |              |        |        |               |                                                                      |
| Marathon der 3 Länder am Bodensee im Dreiländereck                  | Insel Lindau → Bregenz                                    | Deutschland Österreich         | Oktober    |      |              |        |        | ja            |                                                                      |
| Deutsch-Französischer Halbmarathon der LTF Marpingen in Saarbrücken | Saarbrücken                                               | Deutschland Frankreich         |            |      |              |        |        |               |                                                                      |

Schweiz
| Name der Veranstaltung      | Ort            | Land    | Monat     | seit | Finisher | Männer | Frauen | auch Marathon | Bemerkung                                         |
| --------------------------- | -------------- | ------- | --------- | ---- | -------- | ------ | ------ | ------------- | ------------------------------------------------- |
| Greifenseelauf              | Uster          | Schweiz | September | 1980 | 6.700    | 61:15  | 68:40  |               | seit 1992 Halbmarathon, davor 19 bzw. 19,5 km     |
| Swiss City Marathon Lucerne | Luzern         | Schweiz | Oktober   | 2007 | 6.201    | 65:42  | 73:51  | ja            | bis 2012 Lucerne Marathon                         |
| Lausanne-Marathon           | Lausanne       | Schweiz | Oktober   | 1992 | 4.688    | 64:40  | 73:01  | ja            |                                                   |
| Hallwilerseelauf            | Beinwil am See | Schweiz | Oktober   | 1975 | 2.990    | 62:48  | 73:04  |               | bis 1991 Strecke 22,0 km, danach Halbmarathon     |
| Aletsch-Halbmarathon        | Bettmeralp     | Schweiz | Juni      | 1986 | 2.293    | 93:15  | 110:00 |               | Höhenlauf / Berglauf; 1050 Höhenmeter             |
| Auffahrtslauf               | St. Gallen     | Schweiz | Mai       |      | 1.730    |        |        |               | [ 6 ]                                             |
| Frauenfelder Halbmarathon   | Frauenfeld     | Schweiz | November  | 2000 | 1.400    | 64:05  | 75:25  | ja            | Berglauf; auch als Waffenlauf (seit 1934)         |
| Sarnerseelauf               | Sarnen         | Schweiz | September | 2014 | 1.152    | 59:53  | 69:48  | nein          | bis 2023: Switzerland Marathon light              |
| Winterthur-Marathon         | Winterthur     | Schweiz | Mai       | 1999 | 1.089    | 66:22  | 77:50  | ja            |                                                   |
| Neujahrsmarathon            | Zürich         | Schweiz | Januar    | 2007 | 417      | 71:44  | 82:24  | ja            | Marathon seit 2005                                |
| Brienzerseelauf             | Brienz         | Schweiz | Oktober   | 2000 |          | 74:34  | 90:41  | nein          | Brienzerseelauf 'Rund um den Brienzersee' = 35 km |

Österreich
| Name der Veranstaltung          | Ort                      | Land       | Monat     | seit | Finisher   | Männer | Frauen | auch Marathon | Bemerkung                                           |
| ------------------------------- | ------------------------ | ---------- | --------- | ---- | ---------- | ------ | ------ | ------------- | --------------------------------------------------- |
| Vienna City Marathon            | Wien                     | Österreich | April     | 2005 | 12.796     | 60:18  | 72:03  | ja            | Marathon seit 1984; bis 1993 Frühlingsmarathon Wien |
| Wachau-Marathon                 | Wachau                   | Österreich | März      | 1998 | 4.076      | 59:53  | 69:21  | ja            |                                                     |
| Linz Donau-Marathon             | Linz                     | Österreich | April     | 2002 | 4.012      | 62:36  | 71:34  | ja            |                                                     |
| Kärnten läuft                   | Klagenfurt am Wörthersee | Österreich | August    | 2002 | 2.275      | 59:45  | 68:02  | nein          | Marathon bis 2001                                   |
| Graz-Marathon                   | Graz                     | Österreich | Oktober   | 2004 | 2.757      | 63:49  | 72:44  | ja            | Marathon seit 1993                                  |
| Halbmarathon Graz               | Graz                     | Österreich | März      | 1988 | 911        | 65:14  | 76:28  | nein          |                                                     |
| Salzburg-Marathon               | Salzburg                 | Österreich | Mai       | 2001 | 2.298      | 61:17  | 73:01  | ja            | Marathon seit 2004                                  |
| Welschlauf                      | Wies → Ehrenhausen       | Österreich | Mai       | 1995 | 611        |        |        | ja            |                                                     |
| Wiener Herbstmarathon           | Wien                     | Österreich | Oktober   | 2003 | 511        | 67:27  | 72:33  | ja            |                                                     |
| Kufnet Kaiserwinkl-Halbmarathon | Walchsee                 | Österreich | September | 2010 | 150        |        |        | nein          |                                                     |
| Donautal Halbmarathon           | Untermühl                | Österreich | Oktober   | 1999 | 166 (2022) | 68:09  | 80:01  | nein          |                                                     |

### Resteuropa
| Name der Veranstaltung                                       | Ort                                 | Land         | Monat      | seit | Finisher      | Männer       | Frauen       | auch Marathon | Bemerkung |
| ------------------------------------------------------------ | ----------------------------------- | ------------ | ---------- | ---- | ------------- | ------------ | ------------ | ------------- | --- |
| Ljubljanski Maraton                                          | Ljubljana                           | Slowenien    | Oktober    | 1996 | 7.920         | 64:55        | 71:45        | ja            | |
| Marathon Radenci                                             | Radenci                             | Slowenien    | Mai        | 1980 | 858           | 66:14        | 78:11        | ja            | deutsch auch: Marathon Dreier Herzen |
| Split Maraton                                                | Split                               | Kroatien     | Februar    | 2000 | 1.617         | 64:08        | 76:46        | ja            | |
| Riječki Polumaraton                                          | Rijeka                              | Kroatien     | September  | 2001 |               |              |              | ja            | |
| Dubrovnik Half Marathon                                      | Dubrovnik                           | Kroatien     | April      | 2015 |               |              |              |               | |
| Hvar Halfmarathon                                            | Stari Grad → Hvar                   | Kroatien     | Juni       |      |               |              |              |               | |
| Losinj Half-Marathon                                         | Veli Losinj                         | Kroatien     | September  | 2011 |               | 64:53        | 76:27        |               | |
| Zagreb 21                                                    | Zagreb                              | Kroatien     | März       |      |               |              |              | nein          | World Athletics Label |
| Zagreb Marathon                                              | Zagreb                              | Kroatien     | Oktober    | 1992 |               |              |              | ja            | |
| Adria Advent Marathon                                        | Crikvenica                          | Kroatien     | Dezember   | 2011 |               |              |              | ja            | |
| Prag-Halbmarathon                                            | Prag                                | Tschechien   | April      | 1999 | 10.517        | 58:47        | 64:52        |               | World Athletics Elite Label, Teil der SuperHalfs, größter Halbmarathon in Tschechien                                                                                    |
| Olmütz-Halbmarathon                                          | Olomouc                             | Tschechien   | Juni       | 2010 | 4.470         | 60:15        | 66:38        |               | |
| Ústí-Halbmarathon                                            | Ústí nad Labem                      | Tschechien   | September  | 2016 | 2.800         | 59:14        | 66:06        |               | |
| Karlsbad-Halbmarathon, Mattoni Karlovy Vary Half Marathon    | Karlovy Vary                        | Tschechien   | Mai        | 2013 |               | 60:54        | 68:19        |               | |
| Budweis-Halbmarathon, Mattoni České Budějovice Half Marathon | Budweis                             | Tschechien   | April      | 2012 |               | 59:49        | 69:53        |               | |
| ČSOB Bratislava Marathon                                     | Bratislava                          | Slowakei     | April      | 2006 | 1.216 (2021)  | 62:33        | 71:51        | ja            | Marathon seit 1932 |
| PKO Poznań Półmaraton                                        | Poznań                              | Polen        | April      | 2008 | 6.025 (2022)  | 59:32        | 69:18        | nein          | 11.357 Finisher im Rekordjahr 2016 |
| Europamarathon Görlitz                                       | Görlitz                             | Polen        | Juni       | 2007 | 2.177 (2022)  |              |              | ja            | |
| Riga-Marathon                                                | Riga                                | Lettland     | Mai        | 2006 | 2.248         | 65:40        | 70:28        | ja            | World Athletics Label, Marathon seit 1991 |
| Vilnius Marathon                                             | Vilnius                             | Litauen      | September  | 2006 |               | 65:13        | 73:59        | ja            | |
| Tallinn Half Marathon                                        | Tallinn                             | Estland      | September  |      |               |              |              | ja            | World Athletics Label |
| Marathon van Amsterdam                                       | Amsterdam                           | Niederlande  | Oktober    | 1975 | 14.627 (2022) | 65:28        | 73:25        | ja            | seit 1999 im Oktober |
| Halve marathon van Egmond                                    | Egmond aan Zee                      | Niederlande  | Januar     | 1973 | 10.884        | 60:46        | 70:36        | nein          | |
| City-Pier-City Loop                                          | Den Haag                            | Niederlande  | März       | 1975 | 10.528 (2019) | 58:33        | 66:56        | nein          | Samuel Kamau Wanjiru lief 2007 in Den Haag Weltrekord. |
| Venloop                                                      | Venlo                               | Niederlande  | März       | 2006 | 8.897 (2019)  | 59:44        | 67:49        |               | große Beteiligung deutscher Läuferinnen und Läufer |
| Marathon van Eindhoven                                       | Eindhoven                           | Niederlande  | Oktober    | 1959 | 7.123 (2019)  | 63:29        | 74:30        | ja            | |
| Marathon van Leiden                                          | Leiden                              | Niederlande  | Mai        | 1991 | 4.192 (2019)  | 61:25        | 70:52        | ja            | |
| Berenloop                                                    | Terschelling                        | Niederlande  | November   | 1997 | 3.480 (2019)  | 64:40        | 76:36        | ja            | |
| Halbmarathon Zwolle                                          | Zwolle                              | Niederlande  | Juni       | 2001 | 3.471 (2019)  | 60:37        | 68:22        |               | |
| Marathon van Enschede                                        | Enschede                            | Niederlande  | April      | 1997 | 2.844 (2019)  | 64:09        | 75:57        | ja            | Marathonlauf seit 1947, auch als Twente Marathon bekannt |
| Marathon van Utrecht                                         | Utrecht                             | Niederlande  | Mai        | 1978 | 2.441 (2019)  | 62:59        | 70:44        | ja            | |
| Groet Uit Schoorl Run                                        | Schoorl                             | Niederlande  | Februar    | 1979 | 2.319 (2019)  | 62:20        | 73:55        | ja            | auch 10 / 30 km |
| Bredase Singelloop                                           | Breda                               | Niederlande  | Oktober    | 1986 | 1.958 (2019)  | 59:50        | 68:40        |               | insgesamt 19.000 Läuferinnen und Läufer |
| Linschotenloop                                               | Linschoten                          | Niederlande  | Dezember   | 1978 | 1.739 (2019)  | 63:18        | 73:40        |               | |
| Marathon Rond Sneek En Meer                                  | Sneek                               | Niederlande  | Juni       | 2014 | 1.704 (2019)  |              |              | ja            | |
| Stevensloop                                                  | Nijmegen                            | Niederlande  | März       | 2015 | 1.659 (2019)  |              |              |               | |
| Halve van Haarlem                                            | Haarlem                             | Niederlande  | September  | 1985 | 1.358 (2019)  | 61:09        | 71:12        |               | |
| Halve van Cadzand-Bad                                        | Cadzand-Bad                         | Niederlande  | Februar    |      | 1.255 (2019)  |              |              |               | |
| Halve Marathon van Haren                                     | Haren (Groningen)                   | Niederlande  | März       | 1983 | 1.116 (2019)  |              |              |               | |
| Marathon van Amersfoort                                      | Amersfoort                          | Niederlande  | Juni       | 2009 | 1.054 (2019)  |              |              | ja            | |
| Endurance Day Hamme                                          | Hamme                               | Belgien      | März       |      |               |              |              |               | |
| Belfius Brussels Marathon                                    | Brüssel                             | Belgien      | Oktober    | 2004 | 8.006         | 66:45        | 78:47        | ja            | Marathon seit 1984 |
| Marathon Kasterlee                                           | Kasterlee                           | Belgien      | November   | 2005 | 1140          |              |              | ja            | |
| Route du Vin                                                 | Remich → Wormeldange                | Luxemburg    | September  | 1962 | 1.692         | 59:56        | 68:12        |               | Wendepunktstrecke an der Mosel |
| Paris-Halbmarathon                                           | Paris                               | Frankreich   | März       | 1993 | 34.215 (2019) | 59:42        | 65:46        | nein          | |
| Boulogne-Billancourt-Halbmarathon                            | Boulogne-Billancourt                | Frankreich   | November   | 1997 | 5.278 (2021)  | 60:11        | 68:24        | nein          | |
| Foulée Impériale de Fontainebleau                            | Fontainebleau                       | Frankreich   | April      |      | 420 (2022)    |              |              | nein          | |
| Marathon de Cheverny                                         | Cheverny                            | Frankreich   | April      | 2002 |               |              |              | ja            | |
| Marseille-Marathon                                           | Marseille                           | Frankreich   | April      |      |               |              |              | ja            | |
| Marathon du lac d'Annecy                                     | Annecy                              | Frankreich   | April      |      |               |              |              | ja            | |
| Marathon d'Albi                                              | Albi                                | Frankreich   | April      |      |               |              |              | ja            | |
| Marathon de Nantes                                           | Nantes                              | Frankreich   | April      |      |               |              |              | ja            | |
| Lille-Halbmarathon                                           | Lille                               | Frankreich   | September  | 1986 | 2.621 (2022)  | 59:05        | 66:57        | nein          | |
| Great North Run                                              | Newcastle upon Tyne → South Shields | England      | September  | 1981 | 57.000 (2019) | 58:56        | 64:28        | nein          | einer der bedeutendsten und größten Halbmarathons der Welt |
| Bath Half Marathon                                           | Bath                                | England      | Oktober    |      | 6.857 (2022)  |              |              |               | |
| Great Birmingham Run                                         | Birmingham                          | England      | Mai        |      |               |              |              | nein          | |
| Brass Monkey Half Marathon                                   | York                                | England      | Januar     | 1984 | 1.409 (2022)  |              |              | nein          | |
| Brentwood Half                                               | Brentwood                           | England      | März       | 1979 | 1.582 (2022)  |              |              |               | [ 10 ] |
| Brighton Half Marathon                                       | Brighton                            | England      | Februar    | 2012 | 6.576 (2022)  |              |              | nein          | [ 11 ] |
| Great Bristol Run                                            | Bristol                             | England      | September  |      |               |              |              | nein          | |
| The Big Half                                                 | London                              | England      | September  |      | 12.462 (2022) |              |              | nein          | |
| London Landmarks Half Marathon                               | London                              | England      | April      | 2014 | 11.583 (2022) |              |              | nein          | |
| Royal Parks Half                                             | London                              | England      | Oktober    | 2008 | 15.867 (2019) |              |              | nein          | |
| Queen Elizabeth Olympic Park Half Marathon                   | London                              | England      | November   |      | 4.056 (2019)  |              |              | nein          | |
| Cardiff Half                                                 | Cardiff                             | Wales        | Oktober    | 2003 | 27.500        | 59:30        | 65:52        | nein          | World Athletics Elite Label, Teil der SuperHalfs |
| Antrim Coast Half Marathon                                   | Larne                               | Nordirland   | August     |      |               | 59:04        | 64:22        | nein          | World Athletics Elite Label |
| Cork City Half Marathon                                      | Cork                                | Irland       | Juni       | 2007 |               | 69:04        | 83:17        | ja            | bereits in den 1980er Jahren gab es einen Marathon |
| Run Kilkee                                                   | Kilkee                              | Irland       | Juli       |      |               | 73:44        | 85:19        |               | entlang der Atlantikklippen |
| Connemara International Marathon                             | Galway                              | Irland       | April      | 2002 |               | 67:02        | 84:52        | ja            | |
| Dublin Half Marathon                                         | Dublin                              | Irland       | September  | 1998 | 5.571 (2022)  | 67:35 (2022) | 78:24 (2022) | nein          | |
| Madrid Medio Maraton                                         | Madrid                              | Spanien      | März/April | 2001 |               | 59:38        | 67:22        | nein          | World Athletics Label |
| Rock'n'Roll Running Series Madrid                            | Madrid                              | Spanien      | April      | 2013 | 11.487 (2022) |              |              | ja            | |
| Medio Maratón de Sevilla                                     | Sevilla                             | Spanien      | Januar     | 1994 | 13.633 (2025) | 59:02        | 67:18        | nein          | |
| Mitja Marató Internacional de Santa Pola                     | Santa Pola                          | Spanien      | Januar     | 1990 |               |              |              | nein          | World Athletics Label |
| Mitja Marató Barcelona                                       | Barcelona                           | Spanien      | Februar    | 1991 | 17.606 (2023) | 58:53        | 64:37        | nein          | World Athletics Elite Label |
| Medio Maratón Mora de Rubielos                               | Mora de Rubielos                    | Spanien      | Mai        | 1995 | 300           |              |              | nein          | |
| Media Maratón de Albacete                                    | Albacete                            | Spanien      | Juni       | 1994 |               |              |              | nein          | |
| Media Maratón Báscones de Ojeda                              | Báscones de Ojeda                   | Spanien      | August     | 1972 | 120           |              |              |               | |
| Palma de Mallorca Marathon                                   | Palma de Mallorca                   | Spanien      | Oktober    | 2004 | 2.072 (2022)  | 68:41        | 78:00        | ja            | |
| Medio Maratón Valencia                                       | Valencia                            | Spanien      | Oktober    | 2006 | 19.493 (2023) | 57:32        | 62:52        | nein          | World Athletics Elite Label, Teil der SuperHalfs |
| Portugal-Halbmarathon (Meia Maratona de Portugal)            | Lissabon                            | Portugal     | Oktober    | 2000 | 5.241 (2022)  | 60:12        | 66:54        | nein          | World Athletics Elite Label |
| EDP Lissabon-Halbmarathon (Meia Maratona de Lisboa)          | Lissabon                            | Portugal     | März       | 1991 | 7.800 (2022)  | 57:31        | 66:06        | nein          | World Athletics Elite Label, Teil der SuperHalfs, seit 2008 auf rekordtauglichem Kurs; 2010 Männer-Weltrekord (Zersenay Tadese), Männer-Weltrekord 2022 (Jacob Kiplimo) |
| Porto Half Marathon                                          | Porto                               | Portugal     | September  |      |               |              |              | nein          | World Athletics Label |
| Napoli City Half Marathon                                    | Neapel                              | Italien      | Februar    |      | 4.065 (2023)  | 60:27        | 72:34        | nein          | World Athletics Label, Der Halbmarathon in Neapel ist der teilnehmerstärkste Halbmarathon im Süden Italiens.                                                            |
| Stramilano Halbmarathon                                      | Mailand                             | Italien      | März       | 1976 |               |              |              | nein          | Ein bedeutender Straßenlauf in Mailand mit ca. 6.000 Halbmarathon-Finishern.                                                                                            |
| Dolomites Saslong Halfmarathon                               | Langkofel                           | Italien      | Juni       | 2018 |               |              |              | nein          | Der Berglauf, der den Langkofel (Saslong) im Uhrzeigersinn, umrundet, weist eine Gesamtsteigung von 900 hm auf.                                                         |
| Kalterer See Halbmarathon                                    | Kalterer See                        | Italien      | März       | 2006 | 416 (2022)    |              |              | nein          | Der Halbmarathon am Kalterer See ist Teil der Südtiroler Top7-Laufserie.                                                                                                |
| Half Marathon Meran – Algund                                 | Meran                               | Italien      | Mai        | 1994 | 675 (2019)    | 60:55        | 71:23        | nein          | Rekordteilnahme (2012): 1760, ebenfalls Teil der Südtiroler Top7-Laufserie.                                                                                             |
| Roma – Ostia Halbmarathon                                    | Rom                                 | Italien      | März       | 1974 | 11.000        | 58:02        | 66:03        | nein          | World Athletics Label |
| Trieste 21k                                                  | Triest                              | Italien      | Mai        |      | 1.119 (2023)  | 62:50        | 73:29        | nein          | |
| Telesia 21k International Half Marathon                      | Telese Terme                        | Italien      | Oktober    |      |               |              |              |               | World Athletics Label |
| Venedig Halbmarathon                                         | Venedig                             | Italien      | Oktober    | 2022 | 2.000         | 69:42        | 82:01        | ja            | |
| Gaudos Half Marathon                                         | Gozo                                | Malta        | April      | 2019 | 67 (2022)     | 70:55        | 84:54        | nein          | |
| Zurrieq Half Marathon                                        | Żurrieq                             | Malta        | November   | 2013 | 209 (2022)    | 68:12        | 82:00        | nein          | |
| Athina Half Marathon                                         | Athen                               | Griechenland | März       | 2012 | 3.637 (2022)  |              |              | nein          | [ 18 ] |
| Poseidon Athens Half Marathon                                | Athen                               | Griechenland | April      | 2010 | 890 (2022)    |              |              | nein          | [ 19 ] |
| Crete Half Marathon                                          | Arkalochori (Kreta)                 | Griechenland | Oktober    | 2014 | 572 (2022)    |              |              | nein          | [ 20 ] |
| Kallithea Half Marathon                                      | Kallithea                           | Griechenland | September  |      | 452 (2022)    |              |              | nein          | |
| CPH Half - Kopenhagen-Halbmarathon                           | Kopenhagen                          | Dänemark     | September  | 2010 | 21.570 (2022) | 58:01        | 65:08        | nein          | World Athletics Elite Label, Teil der SuperHalfs |
| Bestseller Århus City Halvmaraton                            | Århus                               | Dänemark     | Juni       |      | 7.468 (2022)  |              |              |               | |
| Lillebælt Halvmaraton                                        | Lillebælt                           | Dänemark     | Mai        |      | 2.138 (2022)  |              |              |               | |
| Den Grønne Halvmaraton                                       | Kongens Lyngby                      | Dänemark     | April      |      |               |              |              |               | [ 21 ] |
| Aalborg Halvmaraton                                          | Aalborg                             | Dänemark     | Mai        |      | 1.903 (2022)  |              |              |               | |
| Polar Circle Marathon                                        | Grönland                            | Dänemark     | Oktober    | 2001 | 81 (2022)     |              |              | ja            | |
| Göteborgsvarvet                                              | Göteborg                            | Schweden     | Mai        | 1980 | 46.500        | 59:35        | 67:58        |               | weltgrößter Halbmarathon mit über 64.000 Läufern (2015), |
| Stockholm Halvmarathon                                       | Stockholm                           | Schweden     | September  | 2001 | 12.233        |              |              |               | |
| Helsinki City Run                                            | Helsinki                            | Finnland     | Mai        | 1994 | 17.000 (2013) |              |              |               | |
| Åland Marathon                                               | Åland                               | Finnland     | Oktober    |      |               | 61:10        | 81:21        | ja            | |
| Oslo Maraton                                                 | Oslo                                | Norwegen     | September  | 1981 | 6.136 (2022)  |              |              | ja            | |
| Reykjavik Halbmarathon                                       | Reykjavik                           | Island       | August     |      |               |              |              |               | |
| Iceland Volcano Half Marathon                                | Mývatn                              | Island       | Juli       |      |               |              |              |               | |
| Bucharest International Half Marathon                        | Bukarest                            | Rumänien     | April      |      |               |              |              | nein          | World Athletics Label |
| OMV Petrom Bucharest Half Marathon                           | Bukarest                            | Rumänien     | Mai        |      |               |              |              | nein          | World Athletics Label |
| Bukarest Marathon                                            | Bukarest                            | Rumänien     | Oktober    |      | 1.687 (2022)  |              |              | ja            | |

## Afrika
| Name der Veranstaltung                             | Ort              | Land      | Monat     | seit | Finisher | Männer | Frauen | auch Marathon | Bemerkung                                                                           |
| -------------------------------------------------- | ---------------- | --------- | --------- | ---- | -------- | ------ | ------ | ------------- | ----------------------------------------------------------------------------------- |
| Somabay Halbmarathon                               | Al-Bahr al-ahmar | Ägypten   | September | 2019 |          |        |        |               |                                                                                     |
| Great Freedom Run Egypt's Fastest Half Marathon    | El Shorouk City  | Ägypten   | Dezember  |      |          |        |        |               | World Athletics Label                                                               |
| Nairobi-Marathon                                   | Nairobi          | Kenia     | Oktober   | 2004 | 3.200    | 61:12  | 68:10  | ja            | Marathon (seit 2003) und 10 km Straßenlauf, insgesamt 22.000 Läuferinnen und Läufer |
| Family Group Eldoret Half Marathon                 | Eldoret          | Kenia     | Oktober   | 2007 | 1.500    |        |        |               |                                                                                     |
| Baringo Half Marathon                              | Kabernet         | Kenia     | Dezember  | 2001 | 3.200    | 61:24  | 70:06  | ja            | gestartet durch Paul Tergat                                                         |
| Karabak University Half Marathon - The Equator Run | Kabarak          | Kenia     | Juli      | 2017 |          |        |        |               |                                                                                     |
| Nelson Mandela Bay Half Marathon                   | Gqeberha         | Südafrika | Juni      |      |          | 61:01  | 66:57  | nein          | World Athletics Elite Label                                                         |
| Hawassa Half Marathon                              | Awassa           | Äthiopien | Februar   | 2010 | 2.400    | 62:44  | 74:32  |               | Elite- & Massenlauf auf 1.700 m Höhe; Schirmherrschaft: Haile Gebrselassie          |
| Uganda Marathon                                    | Masaka           | Uganda    | Mai       | 2015 | 5.000    |        |        | ja            |                                                                                     |
| Kilimanjaro Marathon                               |                  | Tansania  | März      |      |          |        |        |               |                                                                                     |

## Asien
| Name der Veranstaltung                                  | Ort            | Land                         | Monat             | seit | Finisher | Männer    | Frauen                   | auch Marathon | Bemerkung                   |
| ------------------------------------------------------- | -------------- | ---------------------------- | ----------------- | ---- | -------- | --------- | ------------------------ | ------------- | --------------------------- |
| RAK Half Marathon                                       | Ra’s al-Chaima | Vereinigte Arabische Emirate | Februar           | 2007 | 2.400    | 58:42     | 64:31 (Weltrekord, 2020) | nein          | World Athletics Elite Label |
| Delhi-Halbmarathon                                      | Neu-Delhi      | Indien                       | Oktober           | 2005 | 29.000   | 59:06 min | 66:00 min                | nein          | World Athletics Elite Label |
| Tokyo Legacy Half Marathon                              | Tokio          | Japan                        | Oktober           |      |          |           |                          |               |                             |
| Kagawa-Marugame-Halbmarathon                            | Marugame       | Japan                        | Februar           | 1947 |          |           |                          |               |                             |
| Gifu-Seiryū-Halbmarathon                                | Gifu           | Japan                        | April             | 2011 |          | 60:02     | 66:06                    | nein          | World Athletics Elite Label |
| Changzhou West Taihu Lake Half Marathon                 | Changzhou      | Volksrepublik China          | November          |      |          |           |                          | nein          | World Athletics Elite Label |
| Yangzhou-Jianzhen-Halbmarathon                          | Yangzhou       | Volksrepublik China          | November          | 2006 | 16.000   | 59:52     | 67:21                    |               | World Athletics Elite Label |
| Zhaoqing Half Marathon                                  | Zhaoqing       | Volksrepublik China          | November          |      |          |           |                          |               | World Athletics Label       |
| Meishan Renshou Half Marathon                           | Meishan        | Volksrepublik China          | Dezember          |      |          |           |                          |               | World Athletics Elite Label |
| Riyadh Half Marathon                                    | Riaydh         | Saudi-Arabien                | März              |      |          |           |                          |               | World Athletics Label       |
| Jeddah Half Marathon                                    | Jeddah         | Saudi-Arabien                | Dezember          |      |          |           |                          |               | World Athletics Elite Label |
| Thailand Half Marathon Bangkok                          | Bangkok        | Thailand                     | Februar           |      |          |           |                          |               | World Athletics Label       |
| Krabi Half Marathon                                     | Krabi          | Thailand                     | September         |      |          |           |                          |               | World Athletics Label       |
| Bangsaen21 Half Marathon                                | Chon Buri      | Thailand                     | Dezember          |      |          |           |                          |               | World Athletics Elite Label |
| Tbilisi Marathon                                        | Tiflis         | Georgien                     | September/Oktober | 2012 |          |           |                          |               |                             |
| The Great Batumi Night Race                             | Batumi         | Georgien                     | April             | 2018 |          |           |                          |               |                             |
| Bahrain Royal Night Half Marathon                       | Manama         | Bahrain                      | Dezember          |      |          |           |                          |               | World Athletics Label       |
| Istanbul-Halbmarathon / Vodafone İstanbul Yarı Maratonu | Istanbul       | Türkei                       | April             | 2014 | 3.314    | 59:15     | 64:02 (Weltrekord 2021)  | nein          | World Athletics Elite Label |

## Amerika
| Name der Veranstaltung                                             | Ort                | Land                    | Monat     | seit | Finisher      | Männer | Frauen | auch Marathon  | Bemerkung                                                  |
| ------------------------------------------------------------------ | ------------------ | ----------------------- | --------- | ---- | ------------- | ------ | ------ | -------------- | ---------------------------------------------------------- |
| Bogotá-Halbmarathon (Media Maratón de Bogotá)                      | Bogotá             | Kolumbien               | Juli      | 1990 |               | 62:20  | 70:29  | ja             | World Athletics Elite Label, flacher Kurs auf 2.640 m Höhe |
| Rio-de-Janeiro-Halbmarathon (Meia Maratona do Rio de Janeiro)      | Rio de Janeiro     | Brasilien               | Juni      | 1997 |               | 59:56  | 67:17  |                |                                                            |
| Sao-Paulo-Halbmarathon (Meia Maratona Internacionale de SÃO PAULO) | Sao Paulo          | Brasilien               | Februar   | 2007 |               | 61:38  | 72:29  |                |                                                            |
| Maratón de Santiago                                                | Santiago de Chile  | Chile                   | Mai       |      |               |        |        |                |                                                            |
| Lima-Halbmarathon                                                  | Lima               | Peru                    | Mai       |      |               |        |        |                |                                                            |
| Half Marathon Des Sables                                           | Provinz Ica        | Peru                    | Dezember  | 2018 | 500           |        |        |                |                                                            |
| Santo Domingo Halbmarathon                                         | Santo Domingo      | Dominikanische Republik | September |      |               |        |        | ja             |                                                            |
| Marabana Halbmarathon                                              | Havanna            | Kuba                    | November  |      |               | 64:10  | 74:56  | ja             |                                                            |
| Guadalajara-Halbmarathon                                           | Guadalajara        | Mexiko                  | Februar   |      |               | 61:21  | 69:12  | nein           | World Athletics Elite Label                                |
| Pittsburgh Half Marathon                                           | Pittsburgh         | Vereinigte Staaten      | Mai       |      |               |        |        |                | World Athletics Label                                      |
| San-José-Halbmarathon (Rock’n’Roll San Jose Half Marathon)         | San José           | Vereinigte Staaten      | September | 2006 | 8.000         | 60:22  | 69:17  |                |                                                            |
| New-York-City-Halbmarathon                                         | New York City      | Vereinigte Staaten      | März      | 2006 | 24.659 (2019) | 59:24  | 67:35  | nein           |                                                            |
| Mardi Gras Marathon                                                | New Orleans        | Vereinigte Staaten      | Februar   | 1998 | 7.721 (2015)  | 60:59  | 67:25  | ja (seit 1965) | 2012: 13.000 Finisher                                      |
| Philadelphia-Halbmarathon                                          | Philadelphia       | Vereinigte Staaten      | September | 1978 | 2.680 (2022)  | 58:46  | 67:11  | nein           |                                                            |
| Rock’n’Roll Arizona Halbmarathon Phoenix                           | Phoenix            | Vereinigte Staaten      | Januar    | 2004 | 11.000        | 60:24  | 69:13  | ja             |                                                            |
| Houston-Halbmarathon                                               | Houston            | Vereinigte Staaten      | Januar    | 2002 | 11.247 (2022) | 59:22  | 65:03  | ja             | World Athletics Elite Label                                |
| Rock‘n’Roll Seattle Marathon                                       | Seattle            | Vereinigte Staaten      | Juni      |      |               |        |        | ja             |                                                            |
| Hapalua - Hawaii's Half Marathon                                   | Waikiki / Honolulu | Vereinigte Staaten      | April     |      |               | 62:33  |        |                | ca. 10.000 Finisher insgesamt                              |
| Naples Half Marathon                                               | Naples             | Vereinigte Staaten      | Januar    | 1998 | 1.085 (2022)  | 65:36  | 74:24  | nein           |                                                            |
| Toronto Waterfront Marathon                                        | Toronto            | Kanada                  | Oktober   | 1990 | 9.890         | 62:29  | 72:27  | ja             | Marathon seit 2000                                         |
| Valley Harvest Half Marathon                                       | Dartmouth          | Kanada                  | Oktober   |      |               |        |        | ja             | auch Ultra-Marathon                                        |